# یواس‌اس تورنتون (تی‌بی-۳۳)

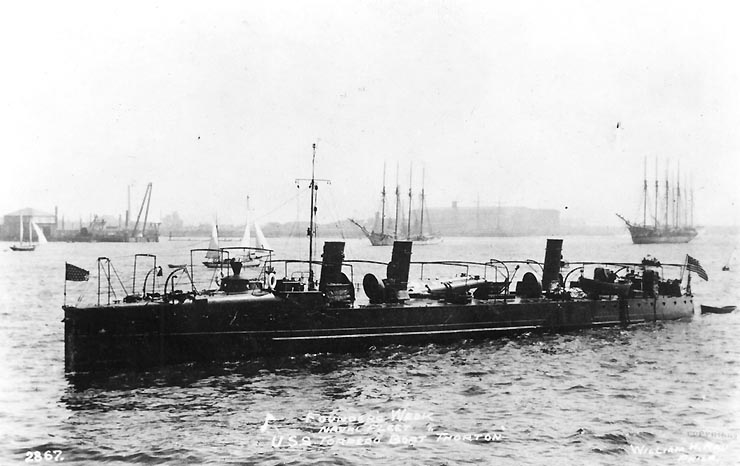
تصویری از یو‌اس‌اس تورنتون

یواس‌اس تورنتون (تی‌بی-۳۳) (به انگلیسی: USS Thornton (TB-33)) یک کشتی بود که طول آن ۱۶۰ فوت (۴۹ متر) بود. این کشتی در سال ۱۹۰۰ ساخته شد.